# Snecma Atar
Snecma Atar è una famiglia di motori aeronautici turbogetto a compressore assiale prodotta dall'azienda francese Snecma a partire dall'immediato secondo dopoguerra.
È stato uno dei progetti di turbogetto più longevi, essendo stato sviluppato e prodotto nelle sue varie versioni per 60 anni.

## Storia del progetto
Nel tentativo di continuare lo sviluppo e la produzione del motore turbogetto BMW 003, il Ministero dell'Aria del Reich (in tedesco Reichsluftfahrtministerium o RLM) decise di spostare nel febbraio del 1945 il team di progettisti guidato da Herman Östrich nella città di Staßfurt, vicino a Magdeburgo. Parallelamente fu allestita una linea di produzione sotterranea in una miniera di sale vicino alla città nel tentativo di sfuggire ai bombardamenti alleati sempre più incalzanti.
Il 12 aprile 1945, le forze alleate entrarono a Staßfurt e Östrich nascose gran parte dei documenti tecnici nel locale cimitero. Pochi giorni dopo, li consegnò ad un gruppo di dieci ingegneri della Pratt & Whitney arrivati sul posto. La produzione del BMW 003 fu riattivata negli Stati Uniti quasi alla fine del conflitto, mentre la fabbrica sotterranea fu "ripulita" dall'esercito statunitense prima della consegna dell'area alle forze sovietiche.
Östrich ed il suo gruppo furono trasferiti a Monaco per ulteriori interrogatori, e da qui in Inghilterra su richiesta dell'ingegnere della Bristol Engine Company Roy Fedden che al tempo stava lavorando su un progetto di turboelica per un quadrimotore da trasporto. In Inghilterra, Őstrich fu contattato da agenti segreti francesi del DGER con la proposta di continuare lo sviluppo del BMW 003 in Francia. Le forze armate francesi, infatti, avevano recuperato un certo numero di motori 003 dopo la guerra ed erano interessate ad impiantare una linea di produzione. Anche gli Stati Uniti proposero ad Östrich ed altri ingegneri del gruppo di trasferirsi in USA, ma senza le loro famiglie.
Östrich decise quindi di accettare la proposta francese, e, a settembre, si insediò presso una unità della Snecma creata nell'ottobre 1945 nelle officine della Dornier di Lindau-Rickenbach sotto contratto con il Ministero dell'Aeronautica francese. Fu presto raggiunto da altri ex ingegneri della BMW e di altre compagnie, formando un gruppo di circa 200 persone che prese il nome di ATAR, acronimo di Atelier technique aéronautique de Rickenbach. Il progetto iniziale era basato sul motore BMW 003 sviluppato dalla Germania durante la Seconda guerra mondiale, ma con dimensioni e prestazioni notevolmente aumentate.
In ottobre fu completato il disegno preliminare dell'Atar 101 (model R.101), e fu assegnato un contratto di produzione con la clausola che la costruzione degli esemplari sarebbe avvenuta in Francia. A gennaio fu offerto al gruppo un contratto per altri 5 anni, con aumenti di stipendio, facilitazioni per i familiari, riduzioni nelle limitazioni agli spostamenti personali e la possibilità di ottenere la cittadinanza francese. Il contratto fu siglato il 25 aprile del 1946 e i disegni esecutivi del prototipo Atar 101V furono spediti in giugno alla SNECMA per la produzione in serie.
Negli anni sarà poi fatto oggetto di notevoli sviluppi che hanno prodotto una serie di modelli sempre più potenti. Gli Atar motorizzarono molti degli aerei a getto di prima generazione sviluppati nei primi anni dopo la fine della Seconda guerra mondiale dalle aziende nazionali e le sue versioni successive vennero impiegate per lungo tempo nell'equipaggiare i velivoli militari in forza all'Armée de l'air, tra questi i Vautour, Étendard, Super Étendard, Super Mystère e diversi modelli del Mirage.

## Tecnica
Il primo prototipo (Atar 101V), diretta evoluzione del BMW 003, era caratterizzato da un compressore assiale a 7 stadi, da una camera di combustione anulare con 20 iniettori di combustibile ed uno stadio di turbina con 53 palette cave raffreddate con aria proveniente dal compressore, ripiegate e sagomate a partire da lamine di acciaio.
Le versioni successive videro l'introduzione di stadi aggiuntivi per il compressore e la turbina, l'aumento delle dimensioni e della spinta, e l'impiego di materiali più resistenti alle alte temperature, quali le superleghe in nichel che via via si andavano diffondendo. Le ultime versioni (sempre più focalizzate per un impiego su caccia supersonici) portarono a notevoli miglioramenti nel postbruciatore ed all'ugello a geometria variabile, così come all'introduzione di statori a geometria variabile nel compressore.

## Versioni

### Atar 101

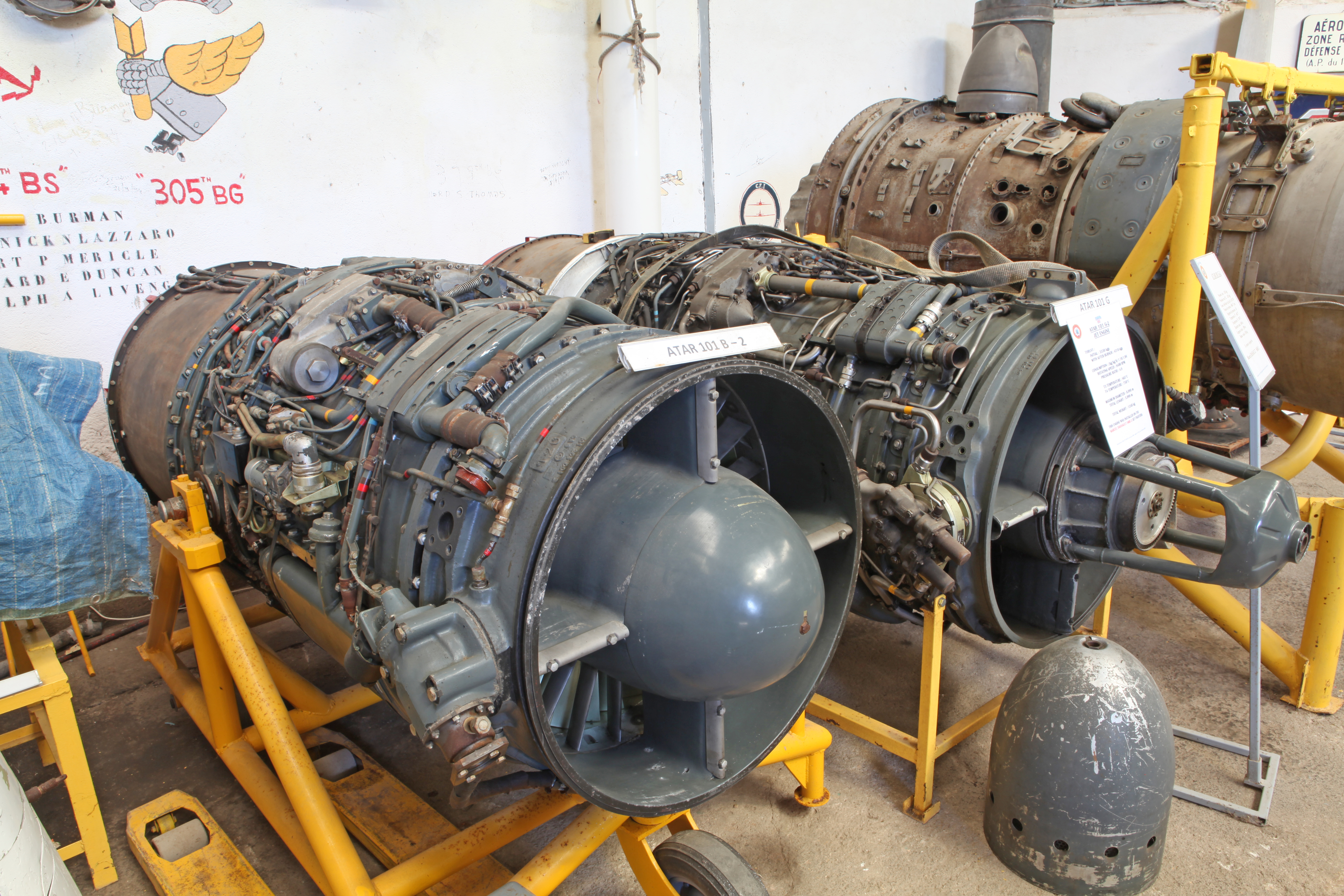
Un Atar 101B-2 ed un Atar 101G esposti presso il Musée Aéronautique de Vannes Agglomération

La costruzione del primo motore richiese più tempo del previsto. Sebbene i primi componenti fossero disponibili già nel maggio del 1946, un compressore ed una turbina completa non furono resi disponibili prima della metà dell'anno successivo. Il primo esemplare girò al banco per la prima volta il 26 marzo del 1948. Con l'introduzione costante di modifiche migliorative, la spinta passò dai 16,46 kN misurati nelle prove di aprile, ai 21,57 kN di ottobre grazie all'impiego di acciai resistenti alle alte temperature che consentivano una migliore modellazione aerodinamica e rapporti di compressione più elevati. Nel gennaio del 1950 furono completati altri esemplari che portarono a raggiungere le 1000 ore complessive di funzionamento ed una spinta di 26,5 kN, tra le più alte dei motori coevi. Il BMW 003, che ne costituiva la base di partenza, era in grado di fornire solo 7,6 kN di spinta, meno di un terzo dell'Atar.
Con l'Atar 101B il compressore fu modificato con l'aggiunta di ulteriori palette statoriche. Il primo modello B passò la prova di durata delle 150 ore nel febbraio del 1951, generando una spinta di 23,5 kN. Un primo test in volo fu effettuato il 5 dicembre 1951 su un Dassault Ouragan, mentre dal 27 marzo 1952 fu provato sotto le ali di un Gloster Meteor F.4. Dopo la consegna di un primo lotto di modelli B, fu sviluppato l'Atar 101C, caratterizzato da compressore e camera di combustione migliorati ed una spinta di 27,4 kN. Con l'Atar 101D fu introdotta una turbina leggermente più grande costruita utilizzando nuove leghe resistenti alle alte temperature che permisero di aumentare la temperatura in ingresso turbina a 1000 °C e la spinta a 29,42 kN. Fu anche rivisto lo scarico che era ora costituito da un lungo tubo che terminava esternamente con due conchiglie parzializzatrici, al posto del precedente cono mobile interno. Con l'aggiunta di uno stadio "zero" di compressore si ebbe la versione Atar 101E, dotata di un rapporto di compressione di 4,8:1 ed una spinta di 36,3 kN.
L'Atar 101F fu derivato dal modello D con l'aggiunta di un postbruciatore che portava la spinta a 37,3 kN. La stessa modifica al modello E diede vita all'Atar 101G da 46,11 kN di spinta. Questi modelli furono provati su un Mystère II nell'agosto del 1954, ma furono poi impiegati a partire dal 1956 (nella versione 101G) sul Super Mystère, che all'origine installava i Rolls-Royce Avon. La produzione in serie iniziò nel 1957 con un contratto per 370 aerei che furono però tagliati a 180 alla luce delle prestazioni del nuovo Dassault Mirage III che aveva appena iniziato le fasi di prove.

### Atar 08 e 09

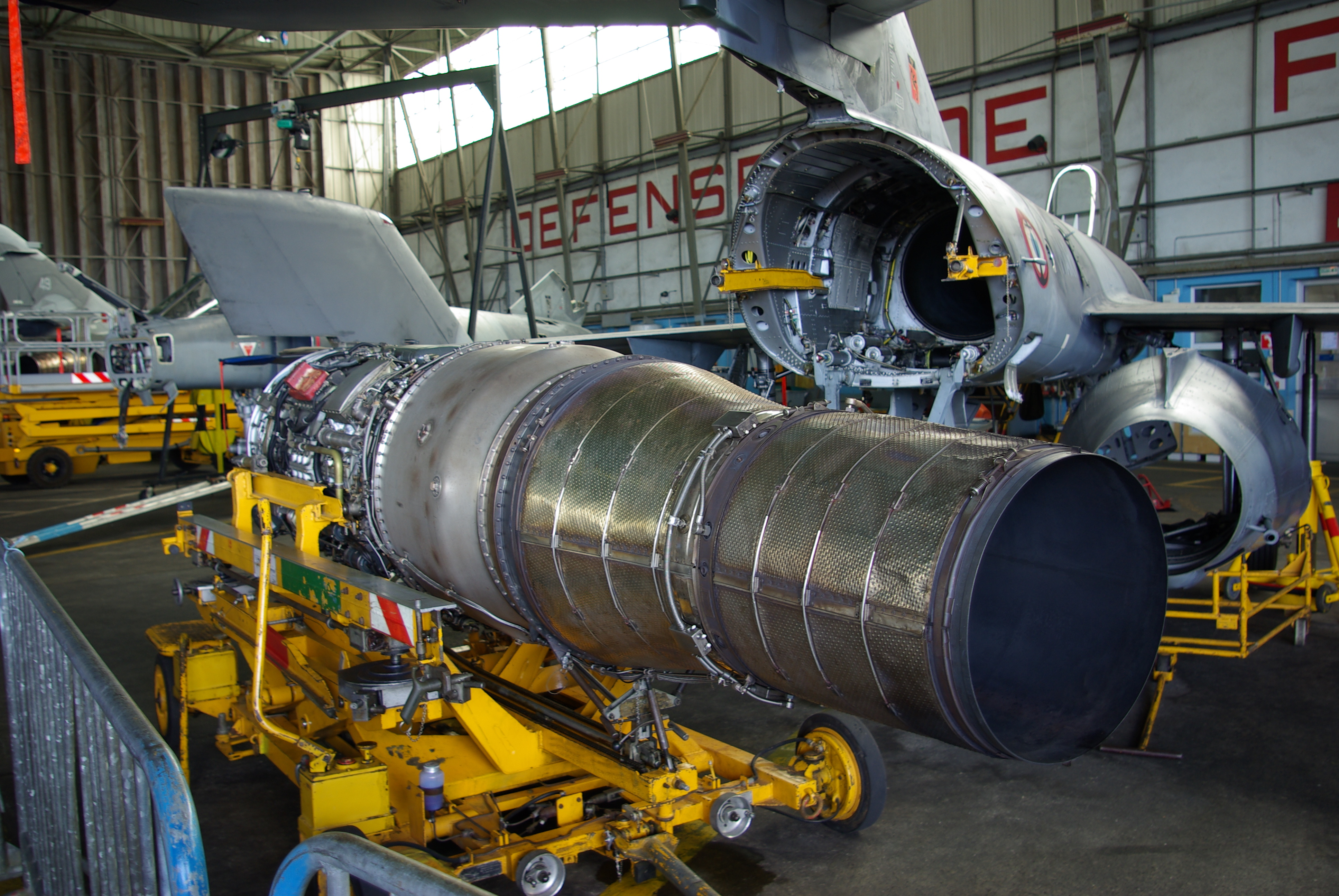
Un Atar 08 vicino al Dassault Super Étendard in manutenzione

Nel 1954 la SNECMA iniziò lo studio di un aggiornamento radicale del 101, l'Atar 08. Le dimensioni ed il disegno generale rimanevano simili al 101, ma il nuovo motore era dotato di un compressore a 9 stadi (contro i 7 originari) ed una turbina a 2 stadi più piccola. Per il rotore del nuovo compressore furono impiegate leghe leggere in magnesio oltre a piccole migliorie che innalzarono il rapporto di compressione a 5,5:1 e la spinta a 42 kN.
Nel gennaio del 1957 venne provata per la prima volta una versione con un nuovo postbruciatore che fu denominata Atar 09. Successive modifiche introdotte nel modello 09C nel dicembre del 1959, portarono all'impiego nella sezione di scarico di 18 deflettori in luogo della coppia di conchiglie dei primi esemplari. Nella versione 09D l'uso del titanio per la sezione posteriore del postbruciatore e dello scarico consentì le operazioni continue a Mach 2. Il raffreddamento ad aria delle palette della turbina fu reintrodotto dalla versione 9K.
Dopo uno sviluppo durato 10 anni, con le serie 8 e 9 la famiglia Atar ottenne numerosi successi commerciali, con migliaia di esemplari prodotti per una gran varietà di aerei tra cui gli Étendard ed i Super Étendard, i caccia Mirage III, Mirage 5 e Mirage F1, il bombardiere Mirage IV ed altri aerei sperimentali.

### Super Atar
Nel 1955 il governo francese lanciò un programma di studio sulle alte velocità di volo, fino a Mach 3. La SNECMA partì dal disegno dell'Atar 101, rimpiazzando tutte le parti in lega leggera del compressore con componenti in acciaio, più resistenti alle alte temperature proprie del volo supersonico, così come furono di nuovo impiegate palette della turbina raffreddate ad aria. Questo motore, denominato M.26, venne provato per la prima volta nel maggio del 1957, fornendo una spinta di 47 kN senza postbruciatore. Ulteriori miglioramenti portarono all'M.28, che nel settembre del 1958 era in grado di generare una spinta di 52 kN.
Da questo progetto nacque il Super Atar da 85 kN di spinta con postbruciatore. Questa versione era anche dotata di statori del compressore a geometria variabile, ma non raggiunse la fase di produzione perché il velivolo per il quale era stato disegnato (il Griffon III) fu cancellato e la SNECMA interruppe lo sviluppo del Super Atar nel 1960.

### Altri sviluppi
Dal disegno dell'Atar furono derivati una gran varietà di prototipi sperimentali di diverse dimensioni. In particolare l'R.104 Vulcain (un Atar di dimensioni maggiorate) ed il più piccolo R.105 Vesta. Entrambe le versioni furono sviluppate in parallelo all'Atar nei primi anni '50 per coprire alcune nicchie di mercato; il Mystère IV D per il Vulcain e alcuni disegni sperimentali per il Vesta. Nessuno di questi entrò comunque in produzione, dal momento che il progetto del Mystère IV D fu cancellato ed il Vesta perse il confronto con il Turboméca Gabizo, anch'esso in seguito abbandonato.

## Caratteristiche
| Motore         | Anno | Spinta (in kgp) | Velocità di rotazione (in t/mn) | Temperatura alla turbina | Peso (in kg) | Produzione |
| -------------- | ---- | --------------- | ------------------------------- | ------------------------ | ------------ | ---------- |
| ATAR 101 V1-V6 | 1948 | 1700 ~ 2200     | 7600 ~ 8000                     | 700 °C                   | 880          | 6          |
| ATAR 101B1     | 1951 | 2400            | 8300                            | 845 °C                   | 890          | 50         |
| ATAR 101D3     | 1953 | 3000            | 8300                            | 870 °C                   | 920          | 370        |
| ATAR 101E3/E5  | 1955 | 3500            | 8400                            | 865 °C                   | 870          | 600        |
| ATAR 08B       | 1956 | 3530            | 8150                            | 600 °C                   | 1079         | 176        |
| ATAR 9C        | 1960 | 6000            | 8400                            | 885 °C                   | 1430         | 1670       |
| ATAR 9K        | 1963 | 6700            | 8400                            | 920 °C                   | 1490         | 265        |
| ATAR 9K50      | 1969 | 7200            | 8900                            | 935 °C                   | 1582         | 1014       |
| ATAR 8K50      | 1973 | 5000            | 8550                            | 925 °C                   | 1165         | 111        |

## Velivoli utilizzatori
- Dassault Étendard IV (1 ATAR 101E e 1 ATAR 8B/C)
- Dassault MD 450 Ouragan (in un solo esemplare per test)
- Dassault MD 452 Mystère II (1 ATAR 101C e 1 ATAR 101D)
- Dassault Milan (1 ATAR 9K50)
- Dassault Mirage 5 (1 ATAR 9C)
- Dassault Mirage 50 (1 ATAR 9K50)
- Dassault Mirage F1 (1 ATAR 9K50)
- Dassault Mirage G4 (2 ATAR 9K50)
- Dassault Mirage III (1 ATAR 101G, 1 ATAR 9C e 1 ATAR 9K50))
- Dassault Mirage IV (2 ATAR 9K2)
- Dassault Super Étendard (1 ATAR 8K50)
- Dassault Super Mystère (1 ATAR 101G)
- SNCASE SE-5000 Baroudeur (1 ATAR 101F)
- SNCASE SE-212 Durandal (1 ATAR 101C e 1 ATAR 101D)
- SNCASO SO-4050 Vautour (2 ATAR 101E)